# Suzhou, Gansu
Suzhou är ett stadsdistrikt i Jiuquans stad på prefekturnivå i provinsen Gansu i nordvästra Kina. Det ligger omkring 590 kilometer nordväst om provinshuvudstaden Lanzhou. 
Suzhou grundades 111 f.Kr. under Handynastin som en militär utpost längs Sidenvägen som ledde till Centralasien. Staden omvandlades senare till ett stadsdistrikt och är idag säte för myndigheterna i Jiuquans stad.

## Administrativ indelning
Suzhou är indelat i sju stadsdelsdistrikt, 14 köpingar, en socken och två administrativa enheter på sockennivå.
Stadsdelsdistrikt (jiedao):

- Dongbeijie (东北街街道)
- Dongnanjie (东南街街道)
- Gongyeyuan (工业园街道)
- Xibeijie (西北街街道)
- Xinanjie (西南街街道)
- Xincheng (新城街道)
- Yuguanju Shenghuo Jidi (玉管局生活基地街道)

Köpingar (zhen):

- Dongdong (东洞镇)
- Fengle (丰乐镇)
- Guoyuan (果园镇)
- Huajian (铧尖镇)
- Jinfosi (金佛寺镇)
- Qingshui (清水镇)
- Quanhu (泉湖镇)
- Sandun (三墩镇)
- Shangba (上坝镇)
- Xiaheqing (下河清镇)
- Xidong (西洞镇)
- Xifeng (西峰镇)
- Yinda (银达镇)
- Zongzhai (总寨镇)

Socken (xiang):

- Huangnibao (黄泥堡乡)

Områden på sockennivå:
- Dongfeng Changqu fältområde (东风场区)
- Guoying Xiaheqing Nongchang jordbruk (国营下河清农场)